# Ledinflammation
Ledinflammation (artrit) är ett samlingsnamn för ledsjukdomar med inflammationer som påverkar lederna, och som ofta ger artralgi, smärta i leder. De delas upp beroende på hur många leder som påverkas. 
Sjukdomar som involverar en led, 
- gikt
- septisk artrit
- Pyrofosfatartrit
- Posttraumatisk artrit

Sjukdomar som involverar 2-4 leder,
- Stills sjukdom
- Reaktiv artrit
  - Reiters sjukdom

Sjukdomar som involverar fler än 4 leder,
- Reumatoid artrit (ledgångsreumatism)

Behandling av artriter är byte av leder och behandling med antiinflammatoriska läkemedel. Utöver detta bör även träning ses som en viktig del i behandlingen.